# Elatostema buderi
Elatostema buderi är en nässelväxtart som beskrevs av H. Schröter. Elatostema buderi ingår i släktet Elatostema och familjen nässelväxter. Inga underarter finns listade i Catalogue of Life.